# Jankowice (Działdowo)
Jankowice (deutsch Jankowitz, 1938 bis 1945 Sassendorf (Ostpr.)) ist ein Dorf in der polnischen Woiwodschaft Ermland-Masuren. Es gehört zur Gmina Działdowo (Landgemeinde Soldau) im Powiat Działdowski (Kreis Soldau).

## Geographische Lage
Jankowice ist der nördlichste Ort der Gmina Działdowo und liegt südöstlich des Sassen-Sees (polnisch Jezioro Straszewo) im Südwesten der Woiwodschaft Ermland-Masuren, 34 Kilometer südöstlich der einstigen Kreisstadt Osterode (Ostpreußen) (polnisch Ostróda) und 19 Kilometer nördlich der heutigen Kreismetropole Działdowo (deutsch Soldau i. Ostpr.).

## Geschichte
Das Dorf und Gut Jankowitz ist auf dem Gelände entstanden, das 1321 an den Ritter Peter von Heeselicht verliehen hatte. Erst 1515 wurde der Ort erstmals erwähnt. Das Gut wechselte häufig seinen Besitzer und wurde 1831 an Daniel Wier aus Seemen (polnisch Samin) versteigert. 1922 wurde es eine Staatsdomäne.
1874 wurden das Dorf und das Gut Jankowitz in den neu errichteten Amtsbezirk Heeselicht (polnisch Leszcz) im Kreis Osterode in Ostpreußen eingegliedert. Die Zahl der Einwohner in Jankowitz belief sich 1910 auf 262, von denen 158 in der Landgemeinde und 104 im Gutsbezirk ansässig waren.
Am 30. September 1928 wurde der Gutsbezirk Jankowitz in die Landgemeinde Jankowitz eingemeindet.
1933 zählte die auf diese Weise neu geschaffene Landgemeinde 285 Einwohner. Am 3. Juni – amtlich bestätigt am 16. Juli – 1938 wurde Jankowitz aus politisch-ideologischen Gründen der Abwehr fremdländisch klingender Ortsnamen in „Sassendorf (Ostpreußen)“ umbenannt. Die Zahl seiner Einwohner belief sich 1939 noch auf 258.
In Kriegsfolge wurde 1945 das gesamte südliche Ostpreußen an Polen überstellt. Sassendorf erhielt die polnische Namensform „Jankowice“ und ist als Sitz eines Schulzenamts (polnisch Sołectwo) heute eine Ortschaft im Verbund der Gmina Działdowo (Landgemeinde Soldau) im Powiat Działdowski (Kreis Soldau), bis 1998 der Woiwodschaft Ciechanów, seither der Woiwodschaft Ermland-Masuren zugehörig. Im Jahre 2011 zählte Jankowice 247 Einwohner.
Das um 1900 entstandene Gutshaus ist ordentlich erhalten. Umgebaut zu einem Zweifamilienhaus ist es heute im Privatbesitz.

## Kirche
Bis 1945 war Jankowitz resp. Sassendorf in die evangelische Kirche Heeselicht (polnisch Leszcz) in der Kirchenprovinz Ostpreußen der Kirche der Altpreußischen Union, außerdem in die römisch-katholische Kirche Gilgenburg (polnisch Dąbrówno) eingepfarrt. Heute gehört Jankowice evangelischerseits zur Kirche in Działdowo (Soldau) in der Diözese Masuren der Evangelisch-Augsburgischen Kirche in Polen, katholischerseits zur Pfarrei in Dąbrówno (Gilgenburg) mit der Filialkirche St. Trinitatis Leszcz (Heeselicht), zugehörig zum Dekanat Grunwald (Grünefeld) im Erzbistum Ermland.

## Verkehr
Jankowice liegt an einer Nebenstraße, die bei Kalbornia (Kahlborn) von der Woiwodschaftsstraße 542 abzweigt und nach Gardyny ((Groß) Gardienen) führt. Eine Anbindung an den Bahnverkehr existiert nicht.